# Dewimahatmja

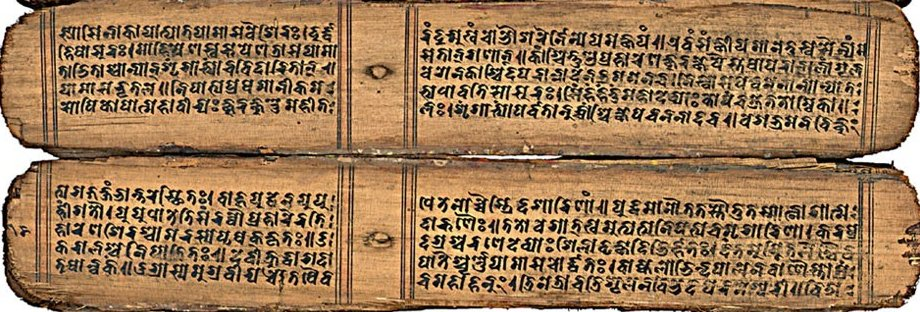
Najstarszy zachowany tekst dzieła; na liściach palmowych z XI wieku.

Dewimahatmja (dewanagari देवीमाहात्म्यम्, trl. devīmāhātmyam) – popularny hinduistyczny tekst religijny, część Markandejapurany autorstwa rysziego Markandei. Zawiera opis historii Dewi, będącej emanacją gniewu Brahmy, Wisznu i Śiwy wobec Mahiszy, którego stała się zwyciężczynią. Dla wyznawców śaktyzmu jest najważniejszym tekstem liturgicznym.